# نظام غذائي قليل الكربوهيدرات
النظام الغذائي قليل الكربوهيدرات هو أحد الأنظمة الغذائية التي تمنع أو تقلل بشكل كبير استهلاك المواد الكربوهيدراتية  إلى حوالي الربع من اجمالي السعرات الحرارية الغذائية. يتم استبدال الغذاء الغني بالمواد الكربوهيدراتية سهلة الهضم إلى وجبات غنية أكثر بالدهون وبكميات معتدلة من البروتينات كاللحوم والدواجن الأسماك والبيض والجبن والبذور، والمواد الغذائية الأخرى قليلة الكربوهيدرات كالسلطة الخضراء والسبانخ والسلق والكرنب بالإضافة لبعض الخضروات والفاكهة كالتوت. تختلف كمية الكربوهيدرات المسموح بها من نظام لآخر حيث يوجد عدة برامج مختلفة لهذا النظام الغذائي.

## التعريف والتصنيف
يعتمد هذا النظام على تقليل الكربوهيدرات إلى حوالي 130 جرام يوميًا أو ما يعادل أقل من ربع اجمالي السعرات الحرارية المستهلكة.  هناك نظام آخر مشابه ويعتمد على التقليل الشديد لكربوهيدرات بمعدلات تصل إلى 20 إلى 50 جرام فقط يوميًا أي ما يعادل أقل من 10% من كل 2000 سعر حراري باليوم الواحد وهذا النقص الشديد في مواد الكربوهيدراتية قد يسبب حالة مرضية تعرف بفرط الكيتون. هناك أدلة قوية إلى حد ما تثبت ان النظام الغذائي قليل الكربوهيدرات آمن لمعظم الأشخاص.

## الآثار الصحية
تعمل هذه الأنظمة الغذائية على تقليل مخاطر الإصابة بأمراض القلب والأوعية، كمان أنها تعد أنظمة فعالة لخفض الوزن. تعد هذه الأنظمة خارج الأنظمة المُدرجة في القواعد الارشادية الغذائية للشعب الأمريكي والتي تفضل خفض الدهون عن خفض الكربوهيدرات. هناك مراجعة منهجية لحوالي 62,421 مشارك في عشرة أنظمة غذائية تجريبية أثبتت أن تقليل الدهون في الغذاء ليس له أثار على أمراض الشرايين التاجية للقلب وليس لها تأثير على خفض معدلات الوفاة في العموم. استنتج المسئولون عن هذه الدراسة أن الأدلة المتاحة من هذه المراجعة لا تدعم القواعد الارشادية الغذائية للشعب الأمريكي التي توصي بخفض استهلاك الدهون فقط.